# NGC 7758
NGC 7758 је елиптична галаксија у сазвежђу Водолија која се налази на NGC листи објеката дубоког неба.
Деклинација објекта је - 22° 1' 27" а ректасцензија 23h 48m 55,1s. Привидна величина (магнитуда) објекта NGC 7758 износи 14,7 а фотографска магнитуда 15,7. NGC 7758 је још познат и под ознакама ESO 606-10, NPM1G -22.0413, PGC 72497.